# Campeonato do Mundo B de Hóquei em Patins de 2014
O Campeonato do Mundo B de Hóquei Patins de 2014 foi a 16ª edição do Campeonato do Mundo B de Hóquei em Patins, que se realiza a cada dois anos. É uma competição organizada pela FIRS (Federação Internacional de Desportos sobre Patins) que apura os 3 primeiros classificados para o Campeonato do Mundo de Hóquei em Patins Masculino de 2015.
Depois da disputa do Campeonato Mundial B 2012, em Canelones, FIRS ofereceu a seguinte organização mundial a Holanda,a Federação Holandesa tinha inicialmente aceitando a organização da prova em 2014, mas posteriormente declinou. Em 2013, discutiu-se a possibilidade de suprimir o Mundial B, e permitir que o Campeonato Mundial de Hóquei patins masculino 2015 tivesse a participação aberta a todas as equipes que desejavam inscrever-se. No entanto, essa ideia foi abandonada em Julho de 2014 e decidiu-se conceder a organização à cidade uruguaia de Canelones, após o sucesso da última edição de 2012.
A competição decorreu em Canelones, Uruguai entre os dias 15 de novembro e 22 de novembro, sendo disputada por sete formações (após desistência da Selecção da Costa Rica. A Áustria venceu o seu primeiro Campeonato Mundial B e juntamente com as selecções da Inglaterra e da Holanda apuraram-se Campeonato do Mundo de Hóquei em Patins de 2015.

## Inscritos
Estão representados quatro continentes na 16ª edição do Campeonato do Mundo B de Hóquei em Patins.
| Continente | Pais       | Continente | Pais           | Continente | Pais  |
| ---------- | ---------- | ---------- | -------------- | ---------- | ----- |
| Europa     | Holanda    | Americano  | Uruguai        | Asia       | Macau |
| Europa     | Áustria    | Americano  | Estados Unidos | Africa     | Egito |
| Europa     | Inglaterra | Americano  | Costa Rica     |            |       |

 Costa Rica  (desistiu)

## Fase de Grupos
Todos os participantes se qualificam para fase seguinte, servindo esta fase para definir o alinhamento dos Quartos de Final.

### Grupo A
| Time           | J | V | E | D | GP | GC | SG | Pts |
| -------------- | - | - | - | - | -- | -- | -- | --- |
| Inglaterra     | 2 | 2 | 0 | 0 | 10 | 2  | +8 | 6   |
| Estados Unidos | 2 | 1 | 0 | 1 | 5  | 7  | −2 | 3   |
| Holanda        | 2 | 0 | 0 | 2 | 3  | 9  | −6 | 0   |

|                | Estados Unidos | Inglaterra | Países Baixos |
| -------------- | -------------- | ---------- | ------------- |
| Estados Unidos | —              | —          | 4–2           |
| Inglaterra     | 5-1            | —          | —             |
| Holanda        | —              | 1-5        | —             |

Nota: A  Costa Rica desistiu da competição.

### Grupo B
| Time    | J | V | E | D | GP | GC | SG  | Pts |
| ------- | - | - | - | - | -- | -- | --- | --- |
| Áustria | 3 | 3 | 0 | 0 | 13 | 7  | +6  | 9   |
| Uruguai | 3 | 2 | 0 | 1 | 8  | 4  | +4  | 6   |
| Macau   | 3 | 1 | 0 | 2 | 11 | 11 | 0   | 3   |
| Egito   | 2 | 0 | 0 | 2 | 4  | 14 | −10 | 0   |

|         | Áustria      | Uruguai | Macau | Egito |
| ------- | ------------ | ------- | ----- | ----- |
| Áustria | —            | —       | —     | 6-1   |
| Uruguai | 2-2 (1-2 gp) | —       | 4-1   | 2-1   |
| Macau   | 4-5 (pro)    | —       | —     | —     |
| Egito   | —            | —       | 2-6   | —     |

### Apuramento de campeão
|  | Quartos de Final  | Quartos de Final  |                   |                | Meias Finais | Meias Finais |  |  | Final lugar       | Final lugar |
|  |                   |                   |                   |                |              |              |  |  |                   |             |
|  | 20-Nov 18h00 (10) |                   |                   |                |              |              |  |  |                   |             |
|  |                   |                   |                   |                |              |              |  |  |                   |             |
|  | Inglaterra        | 8                 |                   |                |              |              |  |  |                   |             |
|  | Inglaterra        | 8                 | 21-Nov 19h30 (15) |                |              |              |  |  |                   |             |
|  | Egito             | 1                 |                   |                |              |              |  |  |                   |             |
|  | Egito             | 1                 | Inglaterra        | 5              |              |              |  |  |                   |             |
|  | 20-Nov 21h00 (12) |                   | Inglaterra        | 5              |              |              |  |  |                   |             |
|  |                   | Holanda           | 1                 |                |              |              |  |  |                   |             |
|  | Holanda           | Holanda           | 1                 | 2 (2 gp)       |              |              |  |  |                   |             |
|  | Holanda           |                   | 22-Nov 21h00 (19) | 2 (2 gp)       |              |              |  |  |                   |             |
|  | Uruguai           | 2 (0)             |                   |                |              |              |  |  |                   |             |
|  | Uruguai           | 2 (0)             | Inglaterra        | 0              |              |              |  |  |                   |             |
|  | 20-Nov 19h30 (11) |                   | Inglaterra        | 0              |              |              |  |  |                   |             |
|  |                   | Áustria           | 1                 |                |              |              |  |  |                   |             |
|  | Estados Unidos    | Áustria           | 1                 | 5 (pro)        |              |              |  |  |                   |             |
|  | Estados Unidos    | 21-Nov 21h00 (16) |                   | 5 (pro)        |              |              |  |  |                   |             |
|  | Macau             | 4                 |                   |                |              |              |  |  |                   |             |
|  | Macau             | 4                 | Estados Unidos    | 4              | 3º lugar     | 3º lugar     |  |  |                   |             |
|  |                   |                   | Estados Unidos    | 4              | 3º lugar     | 3º lugar     |  |  |                   |             |
|  |                   | Áustria           | 5                 |                |              |              |  |  |                   |             |
|  | Áustria           | Áustria           | 5                 |                | Holanda      | 11           |  |  |                   |             |
|  | Áustria           |                   |                   |                | Holanda      | 11           |  |  |                   |             |
|  | Isento            |                   |                   | Estados Unidos | 3            |              |  |  |                   |             |
|  | Isento            |                   |                   | Estados Unidos | 3            |              |  |  |                   |             |
|  |                   |                   |                   |                |              |              |  |  | 22-Nov 19h30 (18) |             |
|  |                   |                   |                   |                |              |              |  |  |                   |             |

### 5º-7º lugares
| Time    | J | V | E | D | GP | GC | SG | Pts |
| ------- | - | - | - | - | -- | -- | -- | --- |
| Uruguai | 2 | 2 | 0 | 0 | 7  | 2  | +5 | 6   |
| Macau   | 2 | 1 | 0 | 1 | 6  | 9  | −3 | 3   |
| Egito   | 2 | 0 | 0 | 2 | 7  | 9  | −2 | 0   |

|         | Egito | Macau | Uruguai |
| ------- | ----- | ----- | ------- |
| Egito   | —     | 5-6   | 2-3     |
| Macau   | —     | —     | 0-4     |
| Uruguai | —     | —     | —       |

## Classificação Final
| Pos. | País           |                                                                           |
| ---- | -------------- | ------------------------------------------------------------------------- |
| 1.   | Áustria        | Apurados para o Campeonato do Mundo de Hóquei em Patins Masculino de 2015 |
| 2.   | Inglaterra     | Apurados para o Campeonato do Mundo de Hóquei em Patins Masculino de 2015 |
| 3.   | Holanda        | Apurados para o Campeonato do Mundo de Hóquei em Patins Masculino de 2015 |
| 4.   | Estados Unidos |                                                                           |
| 5.   | Uruguai        |                                                                           |
| 6.   | Macau          |                                                                           |
| 7.   | Egito          |                                                                           |